# Revista Médica Andaluza
Revista Médica Andaluza fue una publicación periódica editada en la ciudad española de Sevilla en 1842.

## Historia
El primer número de la revista, subtitulada «periódico mensual», apareció el 15 de enero de 1842; cesaría su publicación en junio de ese mismo año. Se lanzaron un total de 6 números, de 80 páginas en 4.º, con buen papel  e impresión. Su fundador fue Joaquín Palacios y Rodríguez. Su contenido se circunscribía a artículos científicos sobre medicina y cirugía, contándose entre sus redactores el propio Palacios, además de Juan Ceballos. Al cesar la Revista Médica Andaluza, comenzó su publicación otra revista con el título Boletín del Ateneo Médico Sevillano escrita por los mismos autores.